# 索纳塔拉乌帕齐拉
索纳塔拉乌帕齐拉是孟加拉国的一个乌帕齐拉，位于拉傑沙希專區的博格拉县。索纳塔拉塔纳创建于1981年，并于3年后改建制为乌帕齐拉。

## 地理
索纳塔拉乌帕齐拉总面积为156.75平方公里（60.52平方英里），其北接朗布尔专区，东南部与萨里阿坎蒂乌帕齐拉相邻，西南部与加布塔利乌帕齐拉相接，西部与希布甘杰乌帕齐拉毗邻。

## 人口
据2011年孟加拉国人口普查，索纳塔拉乌帕齐拉共有45869户人家，共计186778人口，其中13.2%生活在城区，10.6%年龄低于五岁。该地7岁以上人口之平均识字率为43.2%，低于全国平均值（51.8%）.